# Madison Wolfe
Madison Wolfe (Metairie, 16 oktober 2002) is een Amerikaans actrice. Ze is onder andere bekend van haar rol in de film The Conjuring 2 en de televisieserie True Detective.

## Biografie
Wolfe werd geboren in Metairie in de Amerikaanse staat Louisiana. Haar zus Megan is eveneens actrice. Ze maakte haar acteerdebuut in de avontuurlijke dramafilm On the Road waarin ze de rol van Dodie Lee vertolkte. Hierna had ze rollen in The Campaign en Devil's Due. Wolfe verscheen ook als een jongere versie van Elisabeth Röhms personage in de film Joy.
Wolfe speelde ook een hoofdrol in The Conjuring 2, geregisseerd door James Wan. De film werd uitgebracht op 10 juli 2016. Ook speelde ze naast Zoë Saldana in de film I Kill Giants. Wolfe vertolkte in 2023 een van de hoofdrollen in de film The Man in the White Van.

## Filmografie

### Films
| Jaar | Titel                    | Rol                 | Opmerkingen                                                                         |
| ---- | ------------------------ | ------------------- | ----------------------------------------------------------------------------------- |
| 2012 | On the Road              | Dodie Lee           |                                                                                     |
| 2012 | The Campaign             | Jessica Brady       |                                                                                     |
| 2013 | Grace Unplugged          | jonge Grace Trey    |                                                                                     |
| 2014 | Devil's Due              | Brittany            |                                                                                     |
| 2015 | Home Sweet Hell          | Allison Champagne   |                                                                                     |
| 2015 | Trumbo                   | jonge Nikola Trumbo |                                                                                     |
| 2015 | Re-Kill                  | jong meisje         |                                                                                     |
| 2015 | Joy                      | jonge Peggy         |                                                                                     |
| 2016 | Mr. Church               | jonge Poppy         |                                                                                     |
| 2016 | Keanu                    | Alexis              |                                                                                     |
| 2016 | The Conjuring 2          | Janet Hodgson       |                                                                                     |
| 2016 | Trafficked               | Natalie             |                                                                                     |
| 2016 | Cold Moon                | Mandy               |                                                                                     |
| 2017 | I Kill Giants            | Barbara             |                                                                                     |
| 2019 | The Tattooed Heart       |                     | Korte film, ook geciteerd als schrijfster naast Matt Olmstead and Jennifer Morrison |
| 2021 | Malignant                | jonge Serena        |                                                                                     |
| 2022 | Paulie Go!               | Avery               |                                                                                     |
| 2023 | The Man in the White Van | Annie               |                                                                                     |
| 2024 | They Whisper             |                     |                                                                                     |

### Televisie
| Jaar      | Titel                    | Rol              | Extra                                          |
| --------- | ------------------------ | ---------------- | ---------------------------------------------- |
| 2014      | True Detective           | Audrey Hart      | Terugkerende rol, 6 afleveringen               |
| 2015      | The Astronaut Wives Club | Julie Shepard    | Terugkerende rol, 5 afleveringen               |
| 2015      | Scream                   | Jonge Emma Duval | 1 aflevering                                   |
| 2015–2016 | Zoo                      | Clementine Lewis | Terugkerende rol (seizoen 1–2), 7 afleveringen |
| 2023      | Mayfair Witches          | Tessa            | 3 afleveringen                                 |